# Charlotte Zolotow
Charlotte Zolotow, geborene Charlotte Shapiro, (* 26. Juni 1915 in Norfolk, Virginia; † 19. November 2013 in Hastings-on-Hudson, New York) war eine amerikanische Kinderbuchautorin.

## Leben
Charlotte Zolotow wurde als Charlotte Shapiro als Tochter des Rechtsanwaltes Louis J. Shapiro und Ella Shapiro geboren. Sie entstammt einem jüdischen Elternhaus und hat noch eine ältere Schwester. Als der Vater sich entschied, den Anwaltsberuf an den Nagel zu hängen und ein Antiquitätengeschäft zu eröffnen, begann eine Zeit der finanziellen Not der Familie, da das Geschäft schlecht lief.
Sie litt lange unter Skleritis. Diese Erkrankung sorgte dafür, dass sie in ihrer Kindheit keine Freundschaften fand. Zusätzlich erschwerte die Tatsache, dass sie eine Brille trug, Kontakte zu knüpfen. Die Familie zog oft um, so nach Detroit, Brookline (Massachusetts) oder New York City, was kaum feste Freundschaften zuließ. Als Schülerin war Zolotow oftmals Außenseiterin; dies war mit der Grund, dass sie zu schreiben begann. Diese Erfahrungen finden sich in vielen Büchern für ältere Kinder und Jugendliche wieder. Als Jugendliche besuchte sie eine Privatschule und die Situation besserte sich.
Ab 1929 besuchte sie das Madison College in Madison, zwischen 1933 und 1936 studierte sie Writing Scholarship (akademische Ausbildung zum Schriftsteller, in den USA möglich) sowie Kunst unter Professor Otto Hagen. Vor Beginn ihrer Karriere als Autorin arbeitete sie beim Verlag HarperCollins zunächst als Sekretärin der Kinderbuchlektorin Ursula Nordström, bevor sie mit eigenen Texten bei ihrem Arbeitgeber bekannt wurde. 1987 wurde sie sogar Chefin ihrer eigenen Verlagsmarke, des Imprints „Charlotte-Zolotow-Books“. Ihr zu Ehren wird seit 1998 der Charlotte-Zolotow-Award verliehen, der Kinderbuchautoren ehrt, die besondere Werke in diesem Genre schreiben.
Von 1938 bis 1969 war sie mit dem Schriftsteller Maurice Zolotow verheiratet und hatte mit ihm zwei Kinder. Ihre Tochter Crescent Dragonwagon (* 1952 als Ellen Zolotow) ist ebenfalls eine bekannte Autorin, vor allem von Koch- und Kinderbüchern. Ihr Sohn Steve Zolotow ist professioneller Pokerspieler. Eine Freundschaft verband Charlotte Zolotow mit dem Schauspieler Alan Arkin. Sie lebte in Hasting-on-Hudsons, New York und war Mitglied des PEN-Clubs der USA.

## Eine Jahrhundertkinderbuchautorin
Charlotte Zolotow hat mehr als 90 eigene Bücher geschrieben und veröffentlicht. Das bekannteste ist Williams Doll, das als Kurzfilm verfilmt wurde und zu dem ein eigenes Kinderlied entstand. Ihr Stammverlag war Harper Collins, ein Verlag, der die Garantie gab, dass man mit ihm berühmt werde. Generationen amerikanischer Kinder wuchsen mit den Büchern von Zolotow auf, die dadurch in den USA sehr bekannt ist. In ihren Büchern für schon etwas größere Kinder beschäftigte sie sich mit Themen wie Außenseitertum (aus eigener Erfahrung), Tod, alleinerziehenden Eltern, Eltern-Kind-Konflikten. Viele ihrer Bücher wurden von dem bekannten Kinderbuchautorenpaar Anita und Arnold Lobel illustriert. Auch als Herausgeberin von Kinderbüchern anderer Prominenter machte sie sich einen Namen, so die von Alan Arkin, Sylvia Plath, Marcel Marceau.

## Auszeichnungen (Auswahl)
- 1953: Caldecott-Medaille (höchste Auszeichnung für Kinderbuchautoren der USA)
- 1968: Harper Gold-Medaille

## Werk (Auswahl)
- Two one step, 1955, Bilderbuch
- Big Brother, 1960, Bilderbuch
- Herr Hase und das schöne Geschenk (Mr. Rabbit and the Lovely Present), Bilder von Maurice Sendak, 1962
- All the sunlight, 1967, Lyrik für Kinder
- My friend John, 1968, Bilderbuch
- A father like that, 1971, Bilderbuch
- Hold my Hand, 1972, Bilderbuch
- Jary, 1973, Bilderbuch